# Idriss Saleh Bachar
Idriss Saleh Bachar, né le 27 septembre 1984 à Itou dans le département de l'Ennedi Est (Tchad), est un homme politique tchadien.
Il est l'actuel ministre directeur du cabinet civil du Président de la République. Il est auparavant ministre des Infrastructures et du Désenclavement à partir d'octobre 2022, poste qu'il conserve dans le gouvernement mis en place par le Conseil militaire de transition. Précédemment, il est le ministre des postes et de l'économie numérique de janvier 2019 à octobre 2022, aussi directeur général de l’École nationale supérieure des Technologies de l'Information et de la Communication (ENASTIC) de juin 2017 à juin 2019, et a également occupé le poste de directeur de l'Autorité de régulation des communications électroniques et postales (Autorité de régulation des communications électroniques et des postes) de 2010 à 2017.
Le 27 mai 2024, il entre dans le gouvernement d'Allamaye Halina, et occupe le poste de ministre de l'Environnement, de la Pêche et du Développement durable. Quatre mois plus tard, Idriss Saleh Bachar par un décret quitte son poste de ministre, pour rejoindre le cabinet civil du Président Mahamat Idriss Déby. Il remplace Idriss Youssouf Boy,.

## Biographie

### Famille, études et débuts
Issu d’une fratrie de 8 enfants, Idriss Saleh Bachar a fait l’ensemble de sa scolarité primaire et secondaire à N’Djamena. Après l'obtention d'un baccalauréat scientifique série D, il commence ses études supérieures à l'École marocaine des sciences de l'ingénieur à Rabat, Maroc. Après le premier cycle, il décroche un master en radiocommunications et systèmes d'électronique embarquée de l’université de Metz en partenariat avec l’EMSI. Il est l’actuel ministre des Postes et de l'Économie numérique du Tchad. Haut cadre de l’administration publique et enseignant-chercheur (maître assistant - CAMES) à l’Institut national des sciences et techniques d'Abéché (INSTA), titulaire de deux doctorats, obtenus successivement à l’université de Limoges en sciences d’ingénierie pour l’information et à l’université Cheikh-Anta-Diop de Dakar en télécommunications. Auteur et co-auteur de plusieurs articles scientifiques publiés dans des revues indexées,,,,.

### Parcours professionnel
- Directeur général de l’ARCEP de 2010 – 2017;
- Directeur de contrôle et tnspection 2009-2010 à l’OTRT;
- Enseignant chercheur en radiocommunication et systèmes électroniques embarqués à l'université de N’Djaména. Ses travaux de recherche couvrent l’accès aux réseaux à faible coût et les solutions de services universels adaptées à l'Afrique ;
- Consultant indépendant dans le secteur de l’électronique et de la télécommunication ;
- Ministre des Postes et de l'Économie numérique du Tchad du 21 janvier 2019 au 14 octobre 2022 ;
- Directeur général de l’École nationale supérieure des technologies de l'information et de la communication (ENASTIC) du 5 juin 2017 à juin 2019 ;
- Directeur général de l’Autorité de régulation des communications électroniques et des postes (ARCEP) du 31 août 2010 au 5 juin 2017 ;
- Président de l’Association des régulateurs des télécommunications de l’Afrique centrale (ARTAC) de 2010 au 31 mai 2011 ;
- Président du comité technique chargé d’octroi des Licences 3G, 4G aux opérateurs mobiles, coordinateur du comité technique chargé de l’organisation du salon tnternational des TICs (SITIC) ;
- Vice-président de la commission chargé de refonte de textes (projet de lois sur : les communications électroniques, régulation Télécoms et postale, cyber sécurité, cybercriminalité, rrotection de données);
- Directeur du contrôle des opérateurs de l’OTRT, août 2009 à août 2010;
- Ingénieur réseau télécoms à TALKDATA au poste d’ingénieur intégrateur des services TOIP/VOIP, du 14 avril au 30 août 2008 au Maroc

## Distinction
Le 16 mars 2020 il est élevé au rang de Commandeur dans l’Ordre national du Tchad au titre de la Présidence de la République.